# Xi Phoenicis
Xi Phoenicis (ξ Phe / HD 3980 / HR 183) es una estrella variable en la constelación de Fénix.
De magnitud aparente media +5,71, se encuentra a 213 años luz de distancia del sistema solar.
De tipo espectral Ap, Xi Phoenicis es una estrella peculiar con sobreabundancia de ciertos elementos químicos y con un intenso y variable campo magnético.
En su superficie se detectan manchas de neodimio, europio y litio, exhibiendo también un elevado contenido de manganeso, típico de estrellas de mercurio-manganeso más calientes.
Su campo magnético efectivo <Be> alcanza el valor de 1202 G.
Aunque sus características son muy similares a las de las estrellas roAp —como 10 Aquilae—, a diferencia de éstas no experimenta pulsaciones.
Xi Phoenicis tiene una temperatura efectiva de 8240 K y brilla con una luminosidad 20 veces mayor que la del Sol.
Con un radio 2,2 veces más grande que el radio solar, rota con una velocidad de 15 km/s, lo que da lugar a un período de rotación de 3,95 días.
Su masa duplica la del Sol y tiene una edad estimada de 676 millones de años, por lo que se encuentra en la mitad de su vida como estrella de la secuencia principal.
Catalogada como variable Alfa2 Canum Venaticorum, su brillo oscila entre magnitud +5,68 y +5,78 a lo largo de un período de 3,9516 días.